# Ulmus procera
Ulmus procera Salisb.. es una especie de árbol perteneciente a la familia de las ulmáceas.

## Historia
Ulmus procera fue, antes de la llegada de la epidemia de grafiosis, uno de los árboles caducifolios de mayor y de más rápido crecimiento en Europa. Una investigación de diversidad genética en España, Italia y el Reino Unido reveló que Ulmus procera son genéticamente idénticos, clones de un solo árbol, el olmo que en el pasado se usó ampliamente para soporte de vides, y llevado a las islas británicas por los romanos con el propósito de servir de soporte y enderezar las parras. Así, a pesar de que en inglés lo llaman English Elm, o sea, "Olmo inglés", el origen del árbol se cree que está en Italia, aunque es posible que viniera de lo que hoy es Turquía, donde todavía se usa en el cultivo de uvas pasas.

## Características

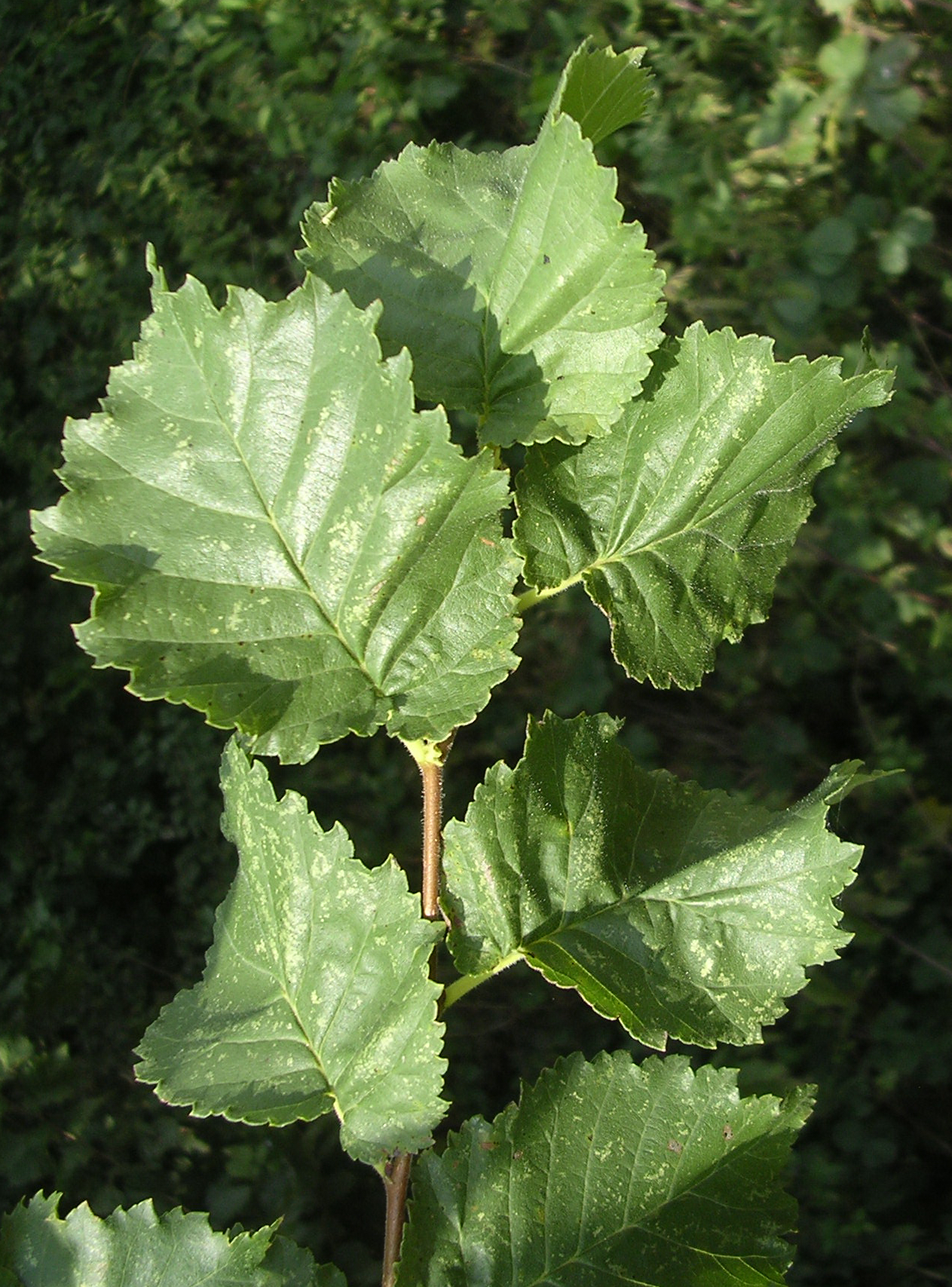
Hojas

El árbol a menudo supera una altura de 40 m con un tronco de < 2 m de diámetro. El ejemplar más grande documentado en Inglaterra, en Forthampton Court, cerca de Tewkesbury, alcanzó los 46 m de alto.
Las hojas son de verde oscuro, de forma casi orbicular, < 10 cm de largo, sin la pronunciada punta acuminada en el ápice típica del género Ulmus. Polinizada por el viento, las pequeñas flores apétalas hermafroditas de color púrpura rojizo aparecen a principios de la primavera antes que las hojas. 

## Enfermedades
Debido a su homogeneidad, el árbol ha resultado ser particularmente susceptible de sufrir la grafiosis, pero los árboles inmaduros siguen siendo un rasgo común en el campo inglés. Este olmo inglés fue el primer olmo que fue diseñado genéticamente para resistirse a la enfermedad, en la Universidad de Abertay Dundee. Fue un sujeto ideal para semejante experimento, dado que su esterilidad significaba que no había peligro de su introgresión en el campo.

## Taxonomía
Ulmus procera fue descrito por Richard Anthony Salisbury y publicado en Prodromus stirpium in horto ad Chapel Allerton vigentium 391. 1796.
Etimología
Ulmus: nombre genérico que es el nombre clásico griego para el olmo.
procera: epíteto latíno que significa "alto"
Sinonimia
- Ulmus atinia Walker
- Ulmus campestris  L., Loudon, Planch., Moss
- Ulmus minor var. vulgaris Richens
- Ulmus sativa Mill.
- Ulmus suberosa  Smith, Loudon, Lindley
- Ulmus surculosa  Stokes var. latifolia  Stokes, Ley [10]